# 沃洛德米尔统治者列表
这是一份沃洛德米爾统治者的列表。

## 历代王公
- 弗谢沃洛德·弗拉基米罗维奇  约987年
- 斯维亚托斯拉夫·雅罗斯拉维奇 1054年
- 伊戈尔·雅罗斯拉维奇 1054年 - 1057年
- 奥列格·斯维亚托斯拉维奇 1073年 - 1076年
- 亚罗波尔克·伊贾斯拉维奇 1078年 - 1086年
- 达维德·伊戈列维奇 1086年 - 1099年
- 姆斯季斯拉夫·斯维亚托波尔科维奇 1099年
- 雅罗斯拉夫·斯维亚托波尔科维奇 1100年 - 1118年
- 罗曼·弗拉基米罗维奇 1118年 - 1119年
- 安德烈·弗拉基米罗维奇 1119年 - 1135年
- 伊贾斯拉夫·姆斯季斯拉维奇 1135年 - 1141年
- 斯维亚托斯拉夫·弗谢沃洛多维奇 1141年 - 1146年
- 弗拉基米尔·安德烈耶维奇 1146年 - 1149年
- 斯维亚托波尔克·姆斯季斯拉维奇 1149年
- 伊贾斯拉夫·姆斯季斯拉维奇 1149年 - 1151年
- 斯维亚托波尔克·姆斯季斯拉维奇 1151年 - 1154年
- 弗拉基米尔·姆斯季斯拉维奇 1154年 - 1157年
- 姆斯季斯拉夫·伊贾斯拉维奇 1157年 - 1170年
- 斯维亚托斯拉夫·姆斯季斯拉维奇 1170年 - 1173年
- 罗曼·姆斯季斯拉维奇 1173年 - 1188年
- 弗谢沃洛德·姆斯季斯拉维奇 1188年
- 罗曼·姆斯季斯拉维奇 1188年 - 1205年
- 丹尼尔·罗曼诺维奇 1205年 - 1206年
- 斯维亚托斯拉夫·伊戈列维奇 1206年 - 1207年
- 亚历山大·弗谢沃洛多维奇 1207年 - 1211年
- 瓦西里科·罗曼诺维奇 1211年
- 丹尼尔·罗曼诺维奇 1212年 - 1231年
- 瓦西里科·罗曼诺维奇 1231年 - 1269年
- 弗拉基米尔·瓦西里科维奇 1269年 - 1289年
- 姆斯季斯拉夫·丹尼洛维奇 1289年
- 尤里·列沃维奇 约1300年
- 安德烈·尤里耶维奇 ？ ~ 1324年
- 尤里·安德烈耶维奇 ？ ~ 1336年 
  - 被立陶宛大公国吞并